# El viaje de mi vida
No debe confundirse con El viaje de la vida.
El viaje de mi vida es un programa de televisión chileno. Es presentado por Claudio Iturra, y transmitido los días sábados a las 17:00 horas por Canal 13. Se estrenó el sábado, 25 de julio de 2020 como parte del bloque Cultura Tarde. En cada capítulo, un grupo de personas realiza el viaje que ha soñado durante mucho tiempo.
El espacio nace por una idea del propio Claudio Iturra, quien es parte de Masai Travel, una agencia de viajes que lleva todo el año a chilenos hasta destinos exóticos.
Algunos de los lugares visitados son la sabana africana, la selva amazónica, y ciudades como Estambul, Delhi, Benarés y Agra.